# Piotr Schmidt
Piotr Schmidt (ur. 24 czerwca 1985) – polski trębacz jazzowy, kompozytor, wykładowca, lider zespołów i producent muzyczny związany z Instytutem Jazzu na Akademii Muzycznej w Katowicach. Gry na trąbce uczył się pod kierunkiem Piotra Wojtasika. W 2011r. założył wydawnictwo muzyczne SJ Records.  

## Życiorys

### Kariera
W 2006 roku Piotr Schmidt został stypendystą University of Louisville w Kentucky. Obecne wykłada historię jazzu oraz prowadzi klasę trąbki na Akademii Muzycznej w Katowicach. Prowadzi klasę trąbki i zespoły muzyczne oraz wykłada improwizację oraz harmonię w Państwowej Wyższej Szkole Zawodowej w Nysie. Został wyróżniony Nagrodą Prezydenta Miasta Gliwice w dziedzinie Twórczości Artystycznej, upowszechniania i ochrony kultury (2012) oraz nagrodą okolicznościową Ministerstwa Kultury i Dziedzictwa Narodowego (2013), ponadto kilkanaście razy wygrywał prestiżowe konkursy jazzowe uzyskując nagrody zarówno zespołowe, jak i indywidualne, m.in.:
- nagroda indywidualna na „Jazz nad Odrą” 2008,
- nagroda indywidualna na „I’st Tarnów Jazz Contest” 2008,
- nagroda indywidualna na „Jazz nad Odrą” 2009,
- III miejsce na „Zmaganiach Jazzowych” w Szczecinie, 2008,
- Grand Prix na „III Novum Jazz Festival” w Łomży, 2010,
- nagroda dla Najlepszego Solisty Festiwalu na Getxo Jazz Festival, Hiszpania 2010.

Piotr Schmidt posiada w swoim dotychczasowym dorobku wiele wydanych autorskich płyt, w tym cztery z zespołem Wierba & Schmidt Quintet, jedną z zespołem Generation Next oraz dwie z grupą Piotr Schmidt Electric Group (Schmidt Electric).
Od 2011 roku Piotr Schmidt znajduje się w pierwszej czwórce jako „najlepszy trębacz jazzowy” w ankiecie Jazz Top magazynu „Jazz Forum”. Album „Hearsey” został uznany najlepszym albumem jazzowym 2023 roku w Polsce aż w 4 kategoriach!
Współpracował m.in. z takimi muzykami jak: Walter Smith III, Ernesto Simpson, Alex Hutchings, Matthew Stevens, Benjamin Drazen, Dante Luciani, Grzegorz Nagórski, Maciej Sikała, Wojciech Karolak, Krystyna Prońko, Wojciech Myrczek, Wojciech Niedziela, Jacek Niedziela-Meira, Grzech Piotrowski, Paweł Kaczmarczyk, Paweł Tomaszewski, Piotr Baron, Kazimierz Jonkisz, Michał Barański czy Wiesław Pieregorólka. Podczas 11. Silesian Jazz Festival w Katowicach Schmidt Electric gościnnie wystąpił z polskimi raperami, Miuosh i Ten Typ Mes.

## Dyskografia
- Wierba & Schmidt Quintet - Maya (Jazz Forum, 2009)[9]
- Wierba & Schmidt Quintet - Live in Getxo (Errabal, 2010)[9]
- Wierba & Schmidt Quintet feat. Dante Luciani - Black Monolith (SJ Records, 2011)[9]
- Wierba & Schmidt Quintet feat. Piotr Baron - The Mole People (SJ Records, 2012)
- Piotr Schmidt Electric Group - Silver Protect (SJ Records 2012)[10]
- Generation Next - Live At Jazz Nad Odrą Festival (SJ Records 2014)[11]
- Schmidt Electric - Tear the Roof Off (SJ Records, 2015)[12]
- Schmidt Electric - Live (SJ Records, 2017)[11]
- Piotr Schmidt & Wojciech Niedziela Duo - Dark Morning (SJ Records, 2017)[11]
- Piotr Schmidt Quartet - Saxesful (SJ Records, 2018)[11]
- Piotr Schmidt Quartet feat. Wojciech Niedziela - Tribute To Tomasz Stańko (SJ Records, 2018)[11]
- Piotr Schmidt Quartet - Dark Forecast (SJ Records, 2020)[11]
- Piotr Schmidt Quartet - Saxesful vol. II (SJ Records, 2021)[11]
- Piotr Schmidt International Sextet  - Komeda Unknown 1967 (SJ Records, 2022)[13]
- Piotr Schmidt International Sextet  - Hearsay (SJ Records, 2023)[6]